# George Albert Boulenger
George Albert Boulenger FRS (19 tháng 10 năm 1858 – 23 tháng 11 năm 1937) là một nhà động vật học người Bỉ-Anh đã mô tả và đặt danh pháp khoa học cho hơn 2.000 loài động vật mới, chủ yếu là cá, bò sát, động vật lưỡng cư. Boulenger cũng là một nhà thực vật hoạt động trong suốt 30 năm cuối đời mình, ông đặc biệt nghiên cứu về hoa hồng.

## Loài
Boulenger mô tả hàng trăm đơn vị phân loại bò sát; 587 loài được ông mô tả vẫn được công nhận ngày hôm nay. Ông cũng mô tả một số động vật lưỡng cư và nhiều loài cá.
24 loài bò sát, công nhận ngày hôm nay, tên khai sinh của George Boulenger được đặt cho danh pháp loài, như boulengeri, boulengerii, hoặc georgeboulengeri:
- Agama boulengeri Lataste, 1886 – Boulenger's agama
- Amphiesma boulengeri (Gressitt, 1937) – Tai-Yong keelback
- Atractaspis boulengeri Mocquard, 1897 – Boulenger's burrowing asp

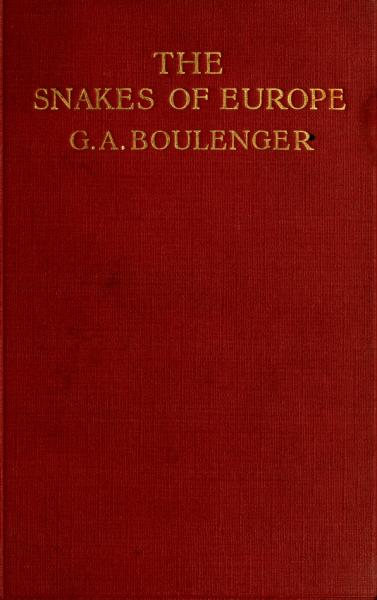
Bìa quyển sách The Snakes Of Europe

- Atractus boulengerii Peracca, 1896 – Boulenger's centipede snake
- Brachymeles boulengeri Taylor, 1922 – Boulenger's short-legged skink
- Chabanaudia boulengeri (Chabanaud, 1917) – Gabon legless skink
- Chalcides boulengeri Anderson, 1892 – Boulenger's sand skink
- Cnemaspis boulengerii Strauch, 1887 – Con Dao rock gecko
- Compsophis boulengeri (Peracca, 1892) – Boulenger's forest snake
- Cylindrophis boulengeri Roux, 1911 – Timor pipesnake
- Dendragama boulengeri Doria, 1888 – Boulenger's tree agama
- Elapsoidea boulengeri Boettger, 1895 – Boulenger's gartersnake
- Epacrophis boulengeri (Boettger, 1913) – Lamu blindsnake
- Homopus boulengeri Duerden, 1906 – Karoo padloper
- Liolaemus boulengeri Koslowsky, 1898 – Boulenger's tree lizard
- Morethia boulengeri (Ogilby, 1890) – Boulenger's snake-eyed skink
- Nucras boulengeri Neumann, 1900 – Ugandan savanna lizard
- Pareas boulengeri (Angel, 1920) – Boulenger's slug snake
- Philodryas georgeboulengeri (Grazziotin et al., 2012) – southern sharp-nosed snake
- Rhampholeon boulengeri Steindachner, 1911 – Boulenger's pygmy chameleon
- Rhynchophis boulengeri Mocquard, 1897 - rhinoceros ratsnake
- Scolecoseps boulengeri Loveridge, 1920 – Moçambique legless skink
- Trachyboa boulengeri Peracca, 1910 – northern eyelash boa
- Trachylepis boulengeri (Sternfeld, 1911) – Boulenger's skink

In the above list, a binomial authority in parentheses indicates that the species was originally described in a genus other than the genus to which it is currently assigned.
The water cobra genus Boulengerina was named for G.A. Boulenger, but it is now treated as a subgenus of Naja containing four species: Naja annulata (water cobra), Naja christyi (Congo water cobra), Naja melanoleuca (forest cobra), and Naja multifasciatus (burrowing cobra).